# Baiona
Baiona (offizielle Bezeichnung in galicischer Sprache, spanisch Bayona) ist eine Stadt im Großraum Vigo in der Provinz Pontevedra der Region Galicien in Spanien, gute 20 km nördlich der Grenze zu Portugal.
Das Gebiet von Baiona grenzt im Norden an den Atlantik und die Gemeinde Nigrán, im Süden an Oia, im Osten an Gondomar und Tomiño und im Westen an den Atlantik und wiederum an Oia. Die Stadt bildet gemeinsam mit Nigrán und Gondomar die Comarca Val Miñor (spanisch Valle Miñor). Neben der Stadt Baiona gehören die Kirchspiele (Parroquias) Baíña, Baredo, Belesar und A Ramallosa, die jeweils aus mehreren Ortsteilen und Dörfern bestehen, zur Gemeinde. Baiona ist eine Tourismusstadt, in der sich in der Ferienzeit bis zu 50.000 Touristen aufhalten. In der Stadt befindet sich die Burg Castelo de Monte Real, die heute als Parador dient. 
Historisch trat Baiona am 1. März 1493 in Erscheinung, als dort die Karavelle Pinta des Kapitäns Martín Alonso Pinzón anlegte, das erste der beiden durch Sturm voneinander getrennten Schiffe die von der Ersten Amerikareise des Christoph Kolumbus nach Europa zurückkehrten. Dieses Ereignis wird heute am ersten Märzwochenende jedes Jahres mit einem mittelalterlichen Fest namens A Arribada (dt. Die Ankunft) gefeiert. Das Schiff von Kolumbus landete Mitte Februar zunächst auf den portugiesischen Azoren, dann am 4. März „nur“ im portugiesischen Lissabon. 
Die 1969 aus dem Heiligenregister der katholischen Kirche gestrichene fiktive Heilige Santa Librada soll hier einer lokalen Legende nach ihr Martyrium erlebt haben (zu deutsch wurde sie als Kümmernis bzw. Ontkommer oder Wilgefortis bezeichnet). Es befindet sich noch immer ein ihr gewidmetes Heiligtum in Baiona.

## Bevölkerungsentwicklung der Gemeinde
Legende: Bayona___Baiona

## Gemeindegliederung
Die Gemeinde Baiona ist in fünf Parroquias gegliedert:
| Parroquias                  | Patrozinium         | Einwohner 2024 | Fläche km² | Dichte Einw./km² | Höhe msnm | Ortskennzahl |
| --------------------------- | ------------------- | -------------- | ---------- | ---------------- | --------- | ------------ |
| Baíña                       | Santa Mariña        | 1.798          | 6,76       | 266              | 99        | 36003010000  |
| Baiona                      | Santa María de Fóra | 1.963          | 2,40       | 818              | 7         | 36003030000  |
| Baredo                      | Santa María         | 1.090          | 8,25       | 132              | 51        | 36003020000  |
| Belesar                     | San Lourenzo        | 1.229          | 11,78      | 104              | 193       | 36003050000  |
| Santa Cristina da Ramallosa | Santa Cristina      | 3.512          | 5,13       | 685              | 10        | 36003060000  |

## Wirtschaft
| Ackerbau, Viehzucht und Fischerei                                                  | 0106  | 02,17  |
| Industrie                                                                          | 0779  | 015,96 |
| Bauwirtschaft                                                                      | 0325  | 06,66  |
| Dienstleistungsbetriebe                                                            | 3.670 | 075,20 |
| Total                                                                              | 4.880 | 100,00 |
| * Daten aus dem Statistischen Amt für Wirtschaftliche Entwicklung in Galicien, IGE |       |        |

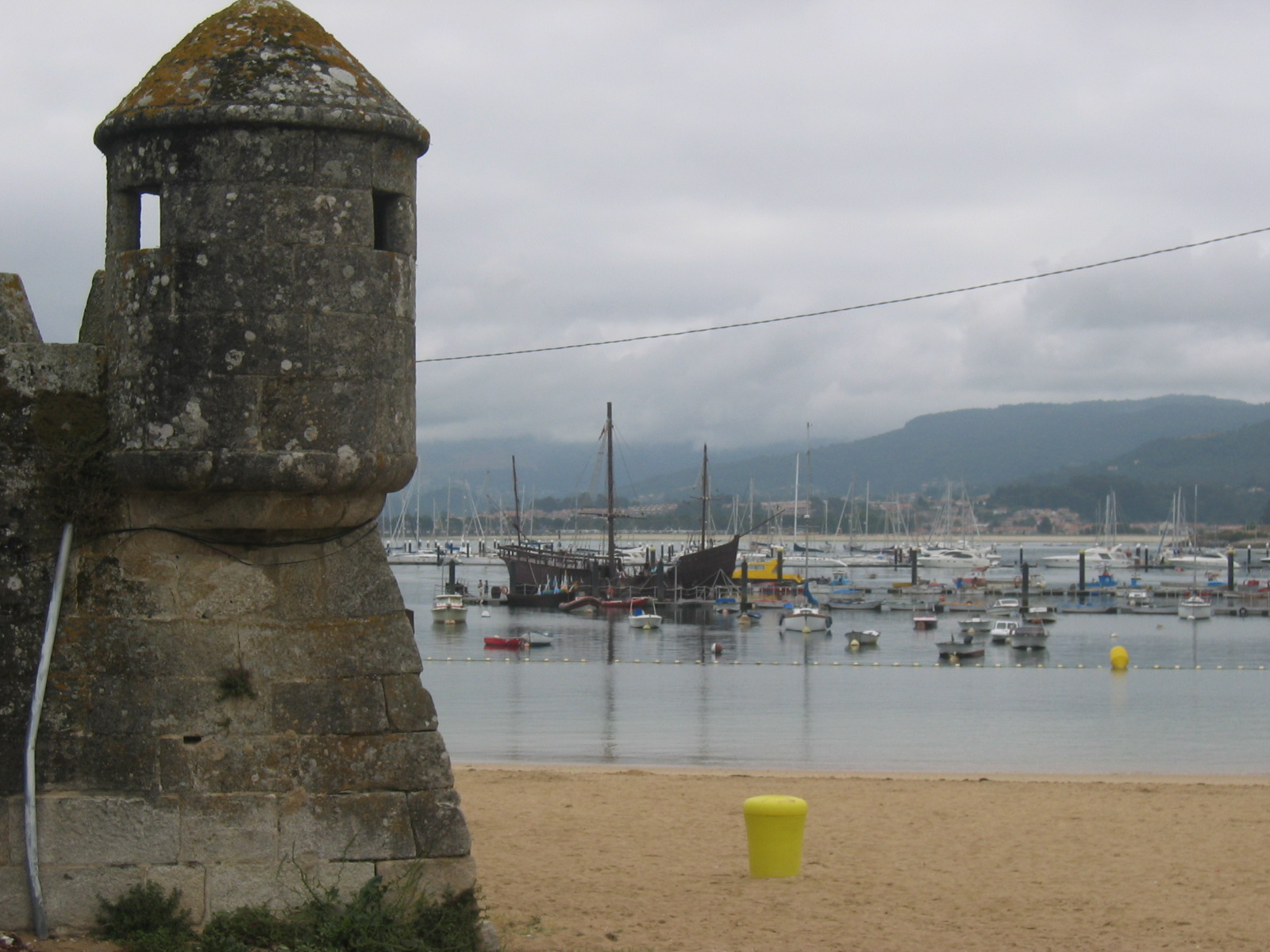
Der Hafen von Baiona mit Nachbau der „Pinta“ von Pinzón
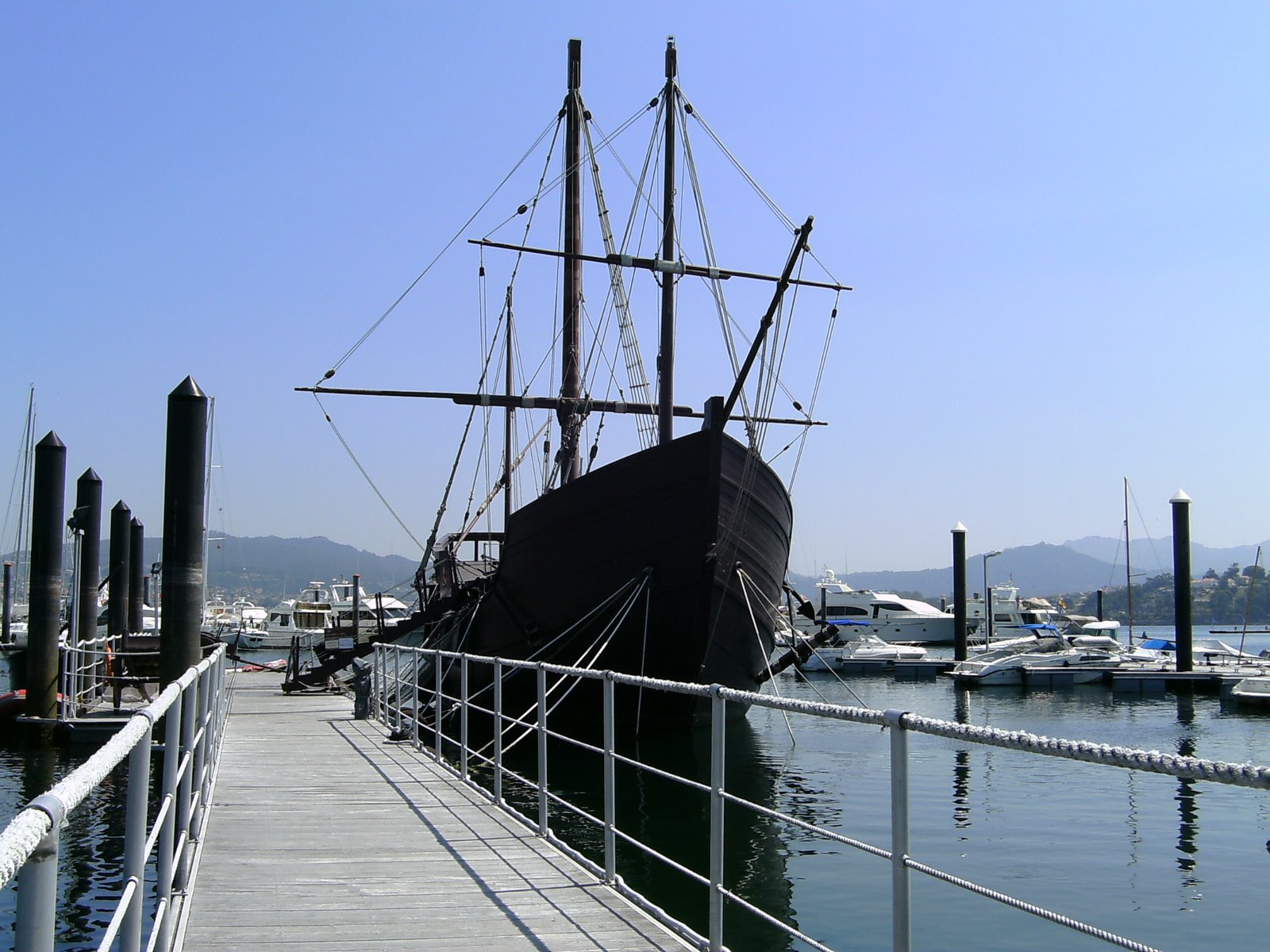
Pinta-Nachbau und -Museum in Baiona
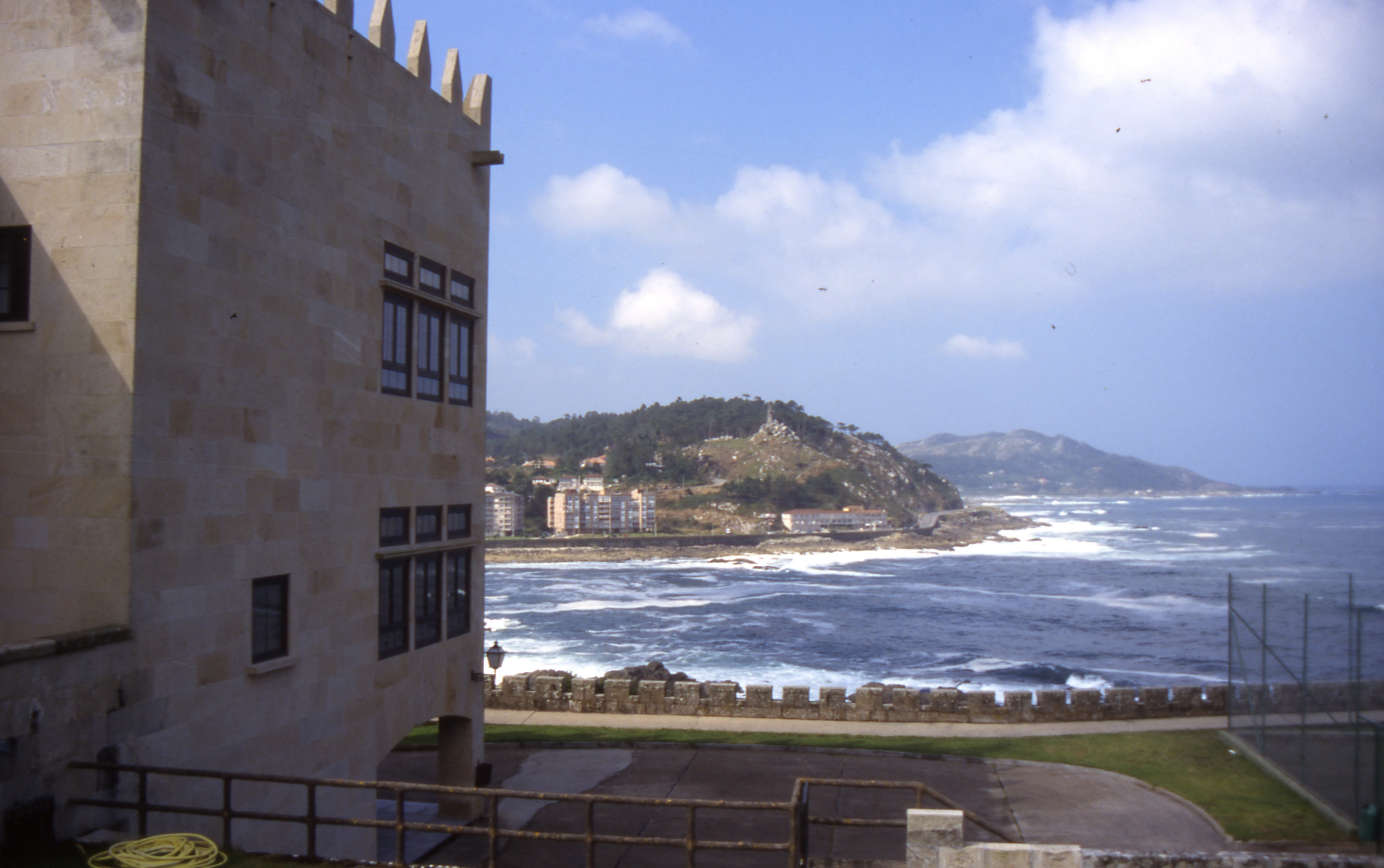
Parador de Baiona